# ادمون پاژس
ادمون پاژس (فرانسوی: Edmond Pagès‎; ۲ مهٔ ۱۹۱۱ – ۱۸ فوریهٔ ۱۹۸۷) دوچرخه‌سوار اهل فرانسه بود.